# 肯尼迪航天中心39号发射台

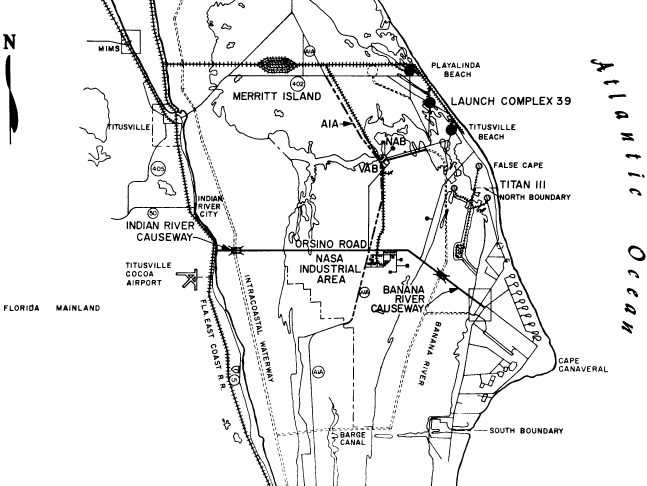
1963年的发射复合体规划图

39号发射台（英語：Launch Complex 39，簡稱LC-39）是NASA肯尼迪航天中心的火箭發射場，位于美国佛罗里达州的梅里特島，由3个发射台、航天器裝配大樓、轨道器处理厂、發射控制中心（含发射室）、新闻中心（标志性的倒计时牌）、以及众多后勤與工作大楼组成。
LC-39最初是为阿波罗计划修建，后来用于航天飞机发射；NASA自2007年起开始改建，使之适用于星座计划。离LC-39約4.8公里的发射控制中心监视从此发射的运载器。LC-39也是共享美國空軍東部發射場的发射场之一。

## 历史
这片土地的发展始于1890年，几个富有的哈佛大学毕业生以一美元每英亩的价格购买了此地18000英亩（72.8平方公里）土地。他们在离39A很近的位置建造一座三层楼会所，有二十个房间给会员和嘉宾使用。会所以可以观海和沼泽地的野生动物而闻名。20世纪20年代，汽车巨头的儿子P.E.斯图贝克在离卡纳维拉尔灯塔12.9公里的德索托海滩建造了一座娱乐场，打算吸引投资将此处开发为一座旅游城市。普拉亚琳达发展公司为吸引买家，宣称此处为“北迈阿密最棒的海滩”。
1948年，海军将巴那那河海军空军基地转移到卡纳维拉尔角南部，空军用来测试查收的德国V-2火箭。这块土地坐落在佛罗里达州东部，向东是大西洋，是测试火箭的绝佳场所。1949年，此处成为联合远程试验场，1950年改名为帕特里克空军基地。空军基地在1951年有征用了卡纳维拉尔角北部土地，从而组建了空军导弹测试中心，即后来的卡纳维拉尔角空军基地(CCAFS)。50年代的导弹和火箭测试就在这里展开。
NASA成立于1958年，其早期任务是水星和双子座计划，就是在空军基地发射升空。
1961年，肯尼迪总统宣布在60年代末载人登月的计划，于是用地从卡纳维拉尔角扩展到邻近的梅里特岛。1962年，NASA开始使用这块土地，直接购买土地339平方公里，与佛罗里达州政府谈判取得225平方公里。1962年7月，这块土地被命名为“发射操作中心”。当时，最繁忙的发射场是37号发射复合体，而用于登月计划的发射复合体在设计时便定名为“39号发射复合体”。
发射复合体原设计是五个发射台，均匀间隔2652米以避免某一发射台爆炸的波及。计划修建三个发射台（计划图中黑点），留下两个以备未来使用。发射台的编号是从北向南，最北端是LC39A，最南端是LC39C。而LC39A从未修建，LC39C在1963年改为LC39A。在今天的编号中，LC39C应该在LC39B的北方。LC39D（图中的虚线圆）该在LC39C的正西方。LC39E（未画出）该在LC39C和LC39D连线中点的正北方，与39C和39D组成等边三角形。慢速道是按原计划建造的，因此在通向B发射台是转了方向。如果直走则会到达预想中的发射台。计划图还标出了未建造的核总装大楼(NAB)。

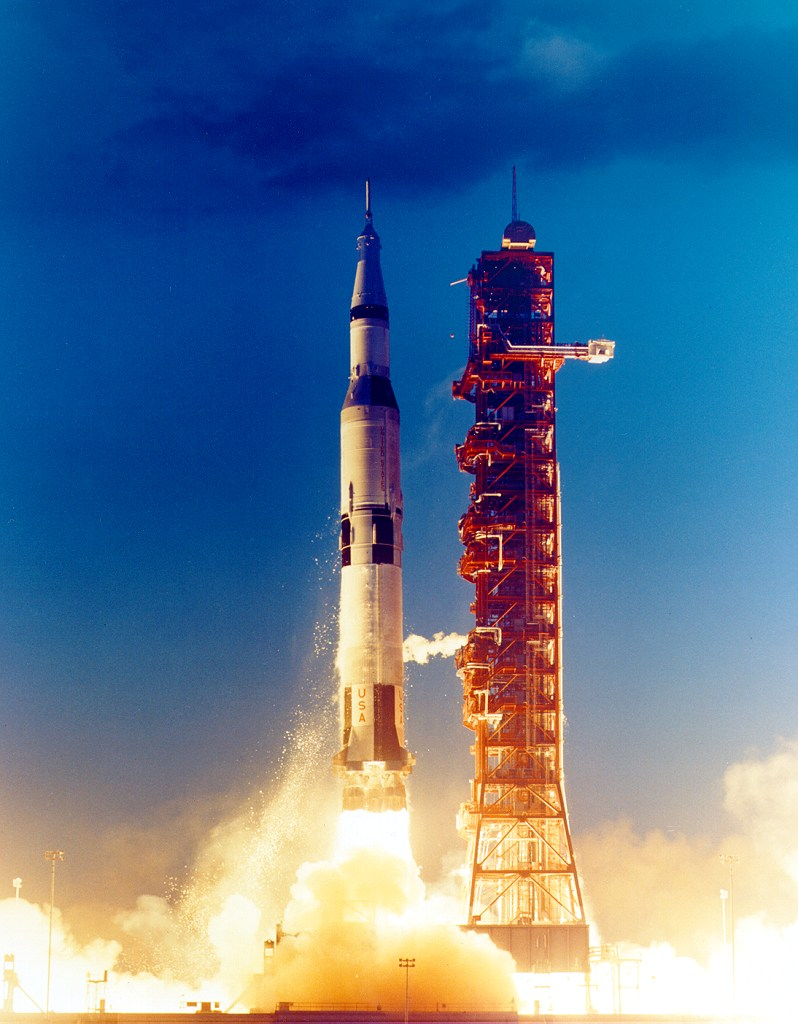
第一个土星五号火箭（阿波罗四号）从LC-39A发射升空

发射台原用于为阿波罗计划发射土星五号火箭，后来为1973年的天空实验室和1977年的阿波罗-联盟测试计划发射了土星1B号。在此之后，发射架为发射航天飞机而做了改造。在阿波罗时代，发射台只是一个台，脐带/服务塔连接在发射平台上。在后来改进中，发射塔架被固定（阿波罗时代遗物）。NASA的星座计划，需要将两个发射台都恢复到类似阿波罗时代的模样，但需要加装避雷塔。

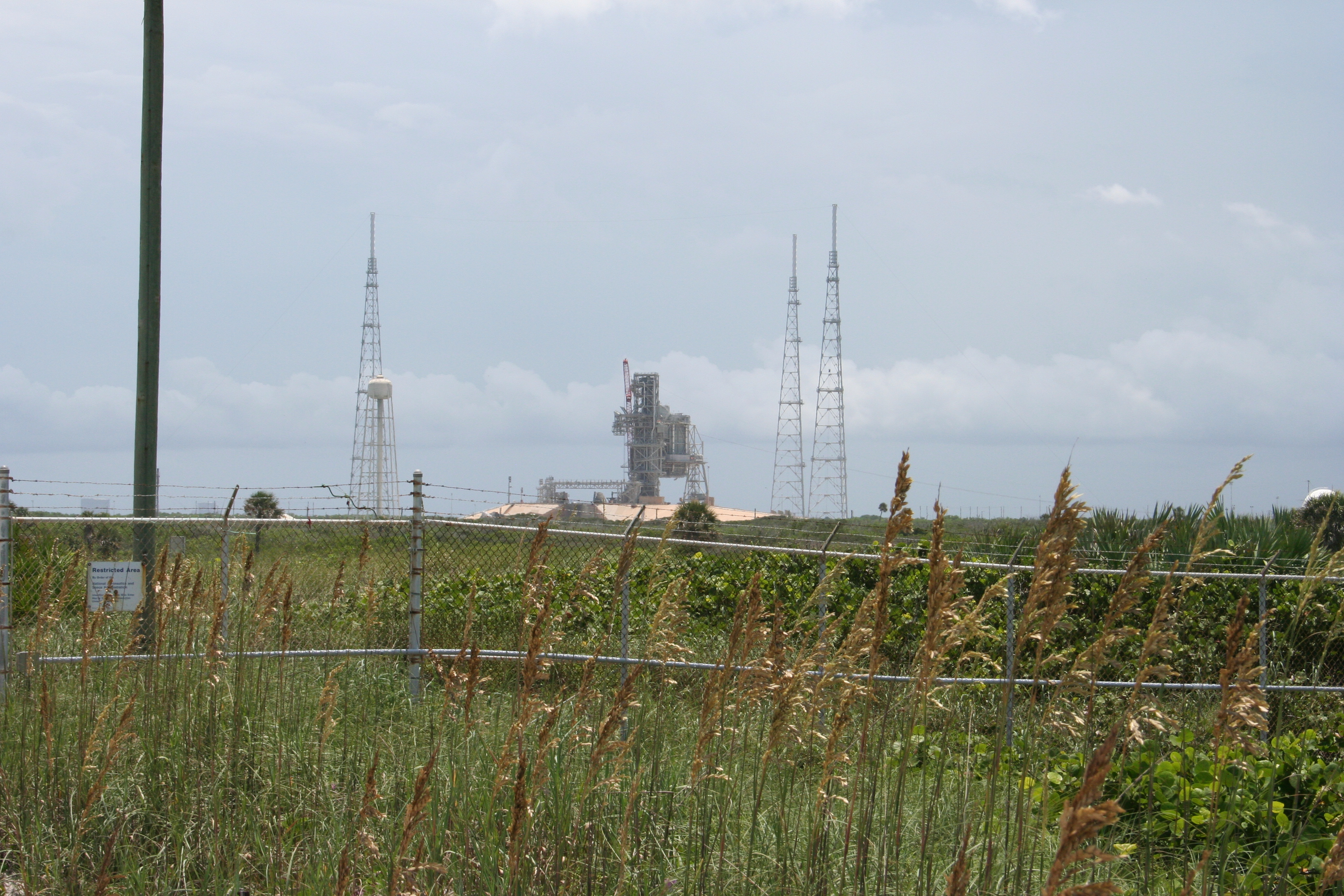
改造中的LC39B

LC39的首次使用实在1967年，发射运送无人飞船阿波罗4号的土星五号。第二次发射是阿波罗6号，也在LC39A。除了阿波罗10号使用LC39B（结束测试），其余载人的土星五号火箭都从LC39A发射。改造后的LC39A在1981年发射了第一架航天飞机哥伦比亚号（STS-1）。阿波罗10号以后，LC39B就作为LC39A意外破坏的备用发射设施，但服务于三次天空实验室任务，阿波罗-联盟号测试任务及一次未发射的天空实验室援救任务。阿波罗-联盟号测试任务后，LC39B经历和LC39A一样的改造。但由于中途要服务于半人马座上面级，以及预算限制，改造持续到1986年才完工。第一次航天飞机发射任务就是著名的STS-51-L，即挑战者号事故。
在2008年5月31日发射发现号（STS-124）后，LC39A遭受大范围损伤，尤其是阻挡固体助推器火焰的混凝土沟槽。

## 航天飞机使用

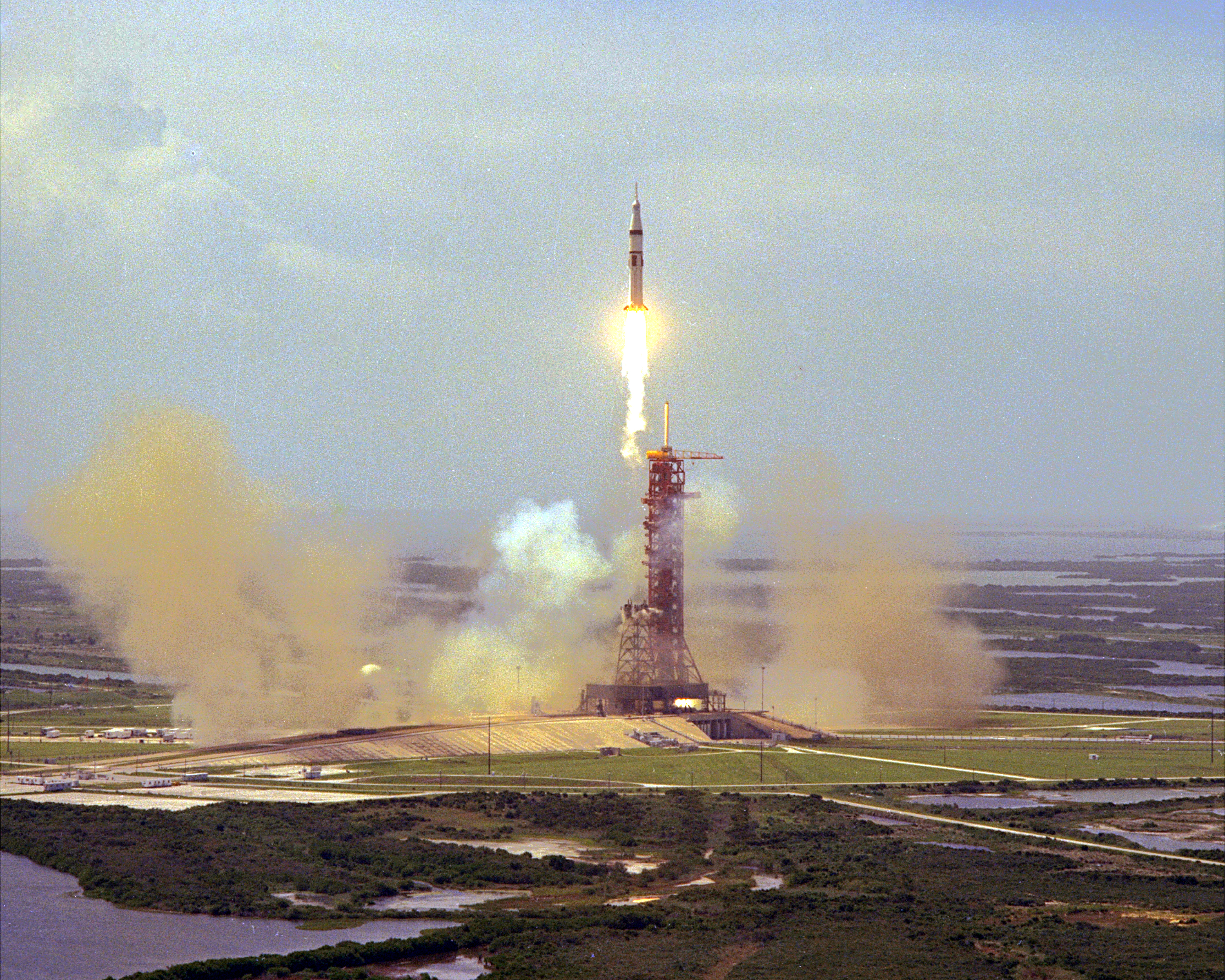
1975年7月15日，最后一次在LC39B发射的農神1B號運載火箭

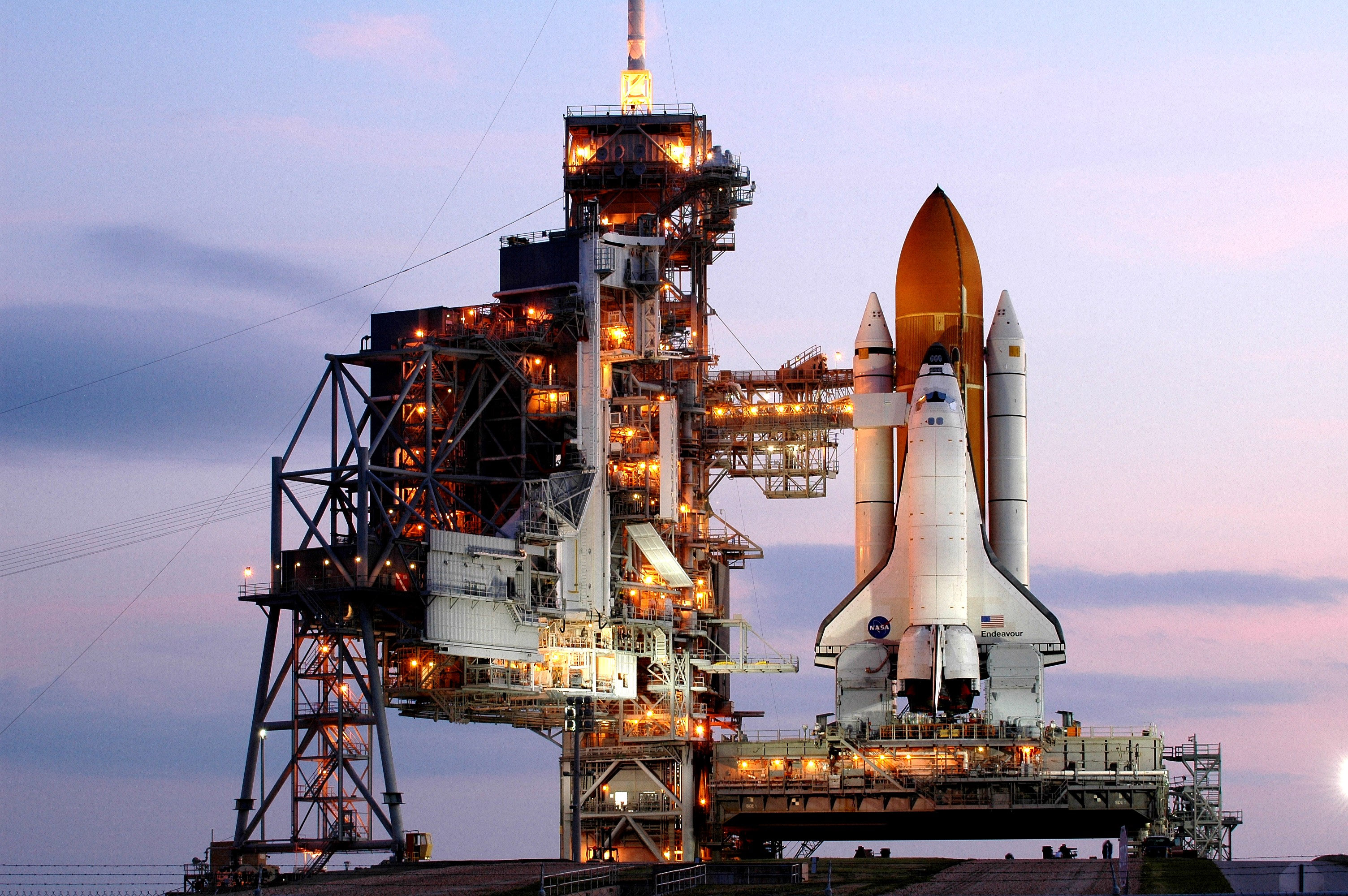
奋进号在39A发射台上待命

### 运载器总装
使航天飞机入轨的动力来自两台固体助推器（SRB）及三台主发动机（SSME）。主发动机的推进剂来自外储箱。发射前数月中，这三个组件被送到垂直装配间进行总装，然后放在移动发射台（MLP）上。固体助推器是从位于犹他州的工厂分段由铁路运输，外储箱是从路易斯安那州的工厂用驳船运输，而轨道器停放在轨道器处理厂（OPF）。首先将两个固体助推器叠放在一起，然后分别安放在外储箱两侧，最后用重型起重机吊起轨道器连接在外储箱稍低的位置。

### 运输
航天飞机总装完成后，则使用运输车穿过6公里的慢速道送到发射台。抵达发射台后，移动发射台下降被安放在几处固定座上，运输车驶离发射台。
载荷部分是通过载荷运输罐送到发射台，然后垂直放入轨道器载荷舱。或者在轨道器处理厂中直接放入载荷舱，再随轨道器一起运往发射台。

### 发射塔

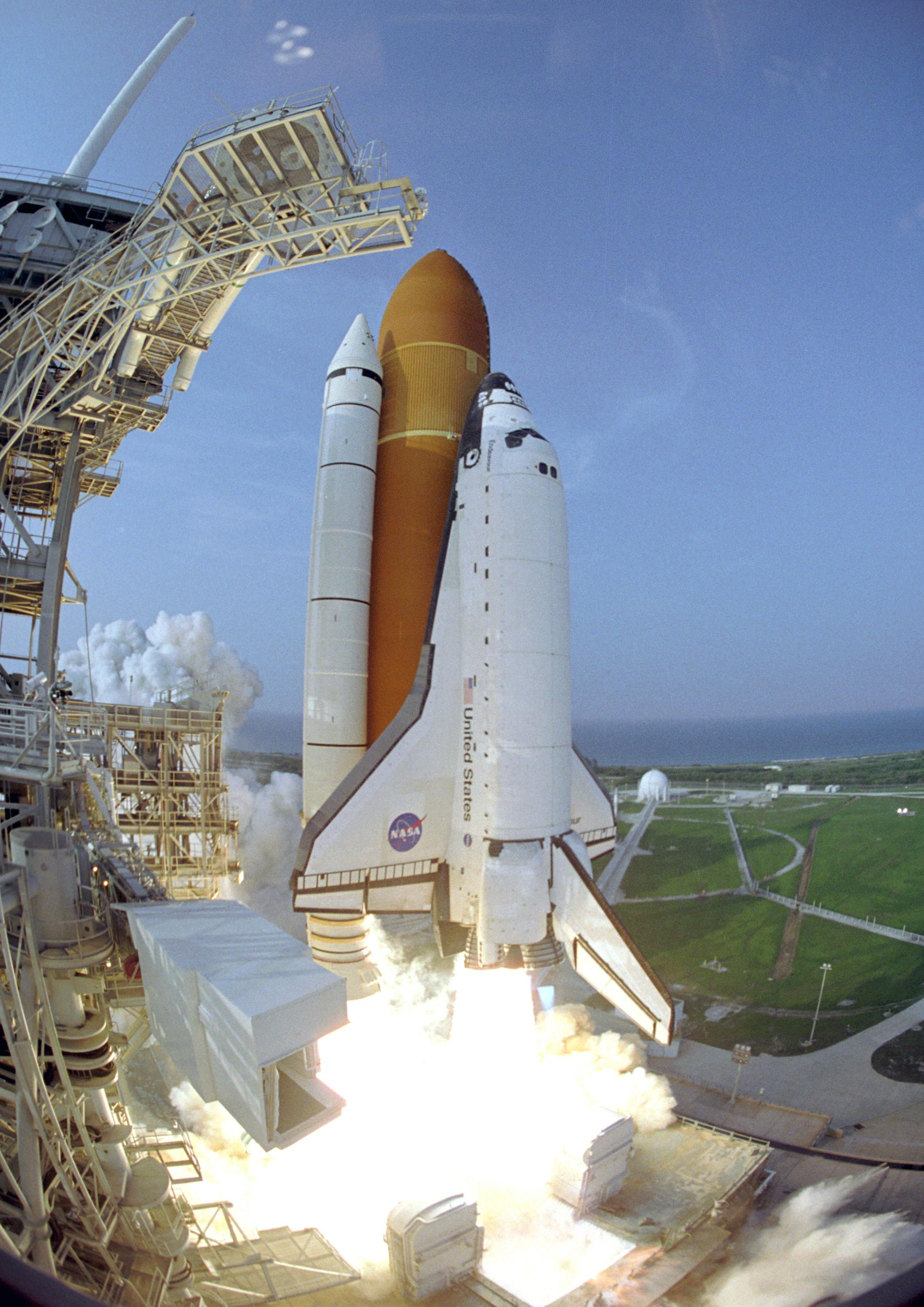
发射奋进号（STS-118）时，降噪系统的鱼眼视图，2007年8月8日

每个发射台都由两部分组成：固体服务体（FSS）和旋转服务体（RSS）。固定服务体拥有进入轨道器的伸缩臂及“小便帽”，用来吸收从外储箱顶端逸散的液氧。旋转服务体有载荷更换室，可以在风速高达110km/h情况下保护航天飞机不受影响。发射台还有大型低温罐储存推进剂液氢和液氧。由于推进剂的高危性质，发射台周围采取了诸多安全措施。NASA计算了满载燃料的航天飞机发生意外的最小安全距离，对地面人员是4.8公里，对其他发射台是2.7公里。推进剂加注前和发射升空期间，无关人员都需要远离危险区。发射控制中心和垂直装配间也几乎是刚好远离了4.8公里。

### 降噪系统
降噪系统的一部分是一个88米高的水塔，可存1363.8立方米的水。在发动机点火前注入池中。水可以抵消发动机工作时产生的巨大声波。发射时水被加热产生大量水蒸气。

### 发射台紧急疏散
紧急情况下，员工协助航天飞机乘员通过迎击滑道以88.5 km/h的速度逃离。然后躲避在掩体中，改装的M113装甲运兵车可以将受伤宇航员送到安全地点。

## 发射记录

### LC-39A发射
- 土星五号
- 航天飞机
- 獵鷹9號
- 猎鹰重型

### LC-39B发射
- 土星五号
- 土星1B
- 航天飞机
- 戰神一號
- SLS